# Talpanas lippa
Talpanas lippa (лат.) — вид вымерших уток, единственный представитель рода Talpanas. Был эндемиком Гавайского острова Кауаи, где субфоссильные кости вида были обнаружены в пещере Макаувахи (Makawehi). Возраст ископаемых остатков оценивают в 6 тысяч лет (примерно 4050 год до н. э.). Голотип, частично сохранившийся череп, хранится в Смитсоновском институте с номером образца USNM 535683.

## Этимология названия
Название рода Talpanas образовано от лат. talpa — «крот», отображающего небольшой размер глаз этой птицы, а также греч. anas — «утка». Видовое название lippa происходит от лат. lippus, что означает «почти слепой». Таким образом, латинское название вида можно перевести, как «почти слепая кротоутка».

## Описание
Данный вид отличается от всех других известных видов семейства Утиные рядом уникальных морфологических особенностей. Talpanas lippa — птица размером с самку современной кряквы (Anas platyrhynchos), с короткими и крепкими ногами, очень плохим зрением и чувствительным клювом. Череп короткий и широкий, головной мозг в нём занимал относительно небольшой объём. Глазницы черепа крайне малы и широко расставлены, а отверстия каналов зрительных нервов очень узкие. Это свидетельствует о плохо развитом зрении у данного вида. При этом отверстия, через которые проходили отвечающие за кожную чувствительность лицевой части черепа ветви тройничного нерва, напротив, неестественно большие. Клюв на типовом черепе не сохранился, предполагается, что он был широким и чувствительным. Кости заднего пояса конечностей короткие и крепкие, целый ряд особенностей их строения указывает на то, что при жизни птица предпочитала не плавать, а передвигалась по твёрдой поверхности. Разница в размерах между костями двух найденных особей говорит о возможном выраженном половом диморфизме. Talpanas lippa была вероятно нелетающей птицей.
Вероятно, эти птицы вели исключительно сумеречный и ночной образ жизни. В поиске корма Talpanas lippa полагалась на осязание при помощи чувствительного клюва. Считается, что их кормом были насекомые, моллюски и земляные черви, а также опавшие ягоды и плоды. Хорошо развитое обоняние также могло играть свою роль в поиске пищи, однако размеры тройничного нерва свидетельствуют о ведущей роли именно соматосенсорной системы. В связи с вероятной неспособности летать, редукцией глазниц и отверстий для зрительных нервов Talpanas можно рассматривать как уток, которые занимали на острове Кауаи экологическую нишу современных птиц-киви. Ведь, вплоть до исторического времени наземные млекопитающие на Гавайских островах отсутствовали. Среди немногочисленных известных для острова Кауаи специализированных хищников — вымершая сова Grallistrix auceps и локально вымерший на этом острове канюк Buteo solitarius.